# Zhu Qinan
Zhu Qinan (n. 15 noiembrie 1984, Wenzhou, Republica Populară Chineză) este un trăgător de tir chinez, medaliat olimpic. A participat la 4 ediții ale Jocurilor Olimpice (2004, 2008, 2012, 2016) în care a câștigat o medalie de aur și o medalie de argint.